# An-140
An-140 (ros. Ан-140) – ukraiński dwusilnikowy turbośmigłowy samolot pasażerski krótkiego zasięgu, skonstruowany w biurze konstrukcyjnym Antonow.

## Historia
Pierwszy lot odbył się 17 września 1997 r. Maszyna ta sprawdza się wyjątkowo dobrze na bardzo gorących (+45 °C) lub wysoko położonych (1700 m n.p.m.) lotniskach. Możliwe jest także lądowanie i start na nieutwardzonych pasach startowych. Mimo wielu podobieństw do An-24, samolot ten został skonstruowany od nowa i w efekcie powinien zastąpić swego wysłużonego poprzednika.
Pierwszy egzemplarz seryjny wystartował 11 października 1999. Irańskie zakłady HSESA w Isfahanie otrzymały licencję na wyprodukowanie 80 maszyn IR.AN-140 (pierwsza wzbiła się w niebo 7 lutego 2001, a została zbudowana z gotowych części). Montaż w Iranie zakończono po ukończeniu 14 sztuk. Samoloty zostały uziemione po katastrofie lotniczej Sepahan Air 5915 (linie należące do producenta) w 2014 roku spowodowanej awarią silnika Motor Sicz. Poza główną linią produkcyjną w Charkowie, An-140 był również budowany w Rosji, w wytwórni Aviakor, która jednak z powodu niestabilnej sytuacji na Ukrainie i spowodowaną tym nierytmicznością w dostawach potrzebnych do budowy samolotów elementów, zawiesiła produkcję An-140, ma się ona zakończyć do końca 2015 roku.
Jako pierwsze w swoich połączeniach liniowych wykorzystały go w marcu 2002 linie lotnicze Odessa Airlines. An-140-100 jest modelem o powiększonej rozpiętości skrzydeł.